# Violação de segredo profissional
O crime de Violação de segredo profissional está previsto no artigo 154 do Código Penal Brasileiro.
O conceito singelo de Violação do Segredo Profissional consiste em preservar interesses públicos ou privados que não se dá apenas por documentos, incluindo-se também segredos confidenciados oralmente, fatos relatados em razão da profissão ministerial (religião), do oficio da profissão (Advogado, engenheiro, médico, etc.). Assim entende-se que, em face do direito, o segredo que deve ser preservado é aquele que não deve ser revelado sem justa causa, para evitar dano a outrem.